# Публий Пальфурий
Пу́блий Пальфу́рий (лат. Publius Palfurius; умер после 55 года) — государственный и политический деятель эпохи ранней Римской империи, консул-суффект 55 года.

## Биография
О происхождении Публия Пальфурия ничего неизвестно. В 55 году он занимал должность консула-суффекта вместе с Марком Требеллием Максимом. Его сыновьями, по всей видимости, были сенатор и философ Марк Пальфурий Сура, а также кваттуорвир Тит Пальфурий Сура, упоминаемый в групповой надписи из Сибариса (Бруттий). О судьбе самого Публия Пальфурия после консульства нет никаких сведений.

## Примечание
1. ↑  L'Année épigraphique (AE). — 2013. — № 374